# Mönch
Mönch (de l'alemany  Monjo) és una muntanya als Alps bernesos, al sud del cantó de Berna a Suïssa. Les localitats de Wengen (Lauterbrunnen) i Grindelwald que es troben als peus de la muntanya, són molt conegudes pels amants del muntanyisme i els esports d'hivern.

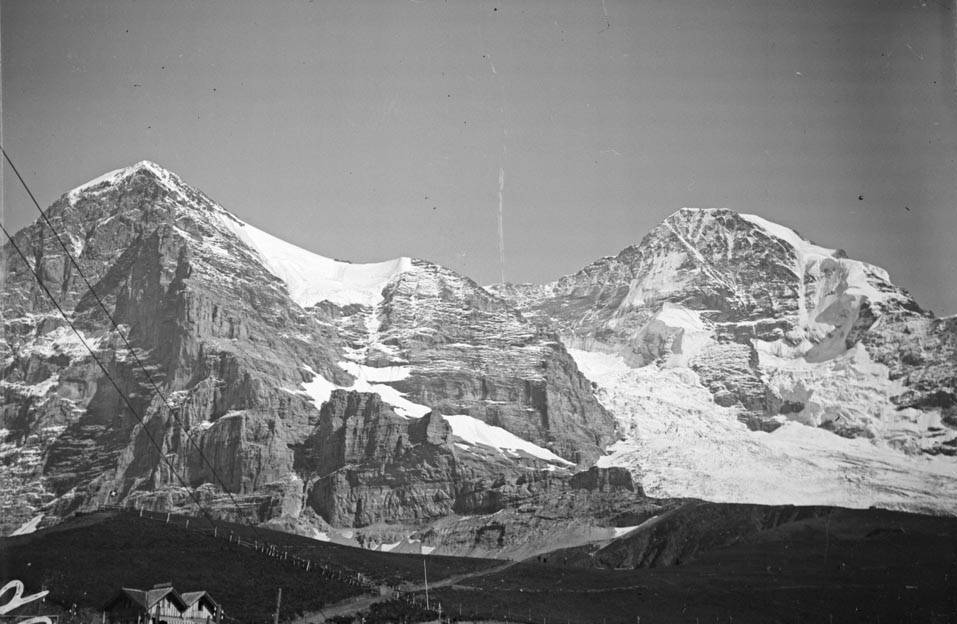
l'Eiger i el Mönch en una imatge d'entre 880 i 1926

El Mönch forma part dels tres pics més alts del massís de la Jungfrau juntament amb l'Eiger i el Jungfrau. També forma part de la zona de la Jungfrau-Aletsch-Bietschhorn, declarada Patrimoni de la Humanitat per la UNESCO.

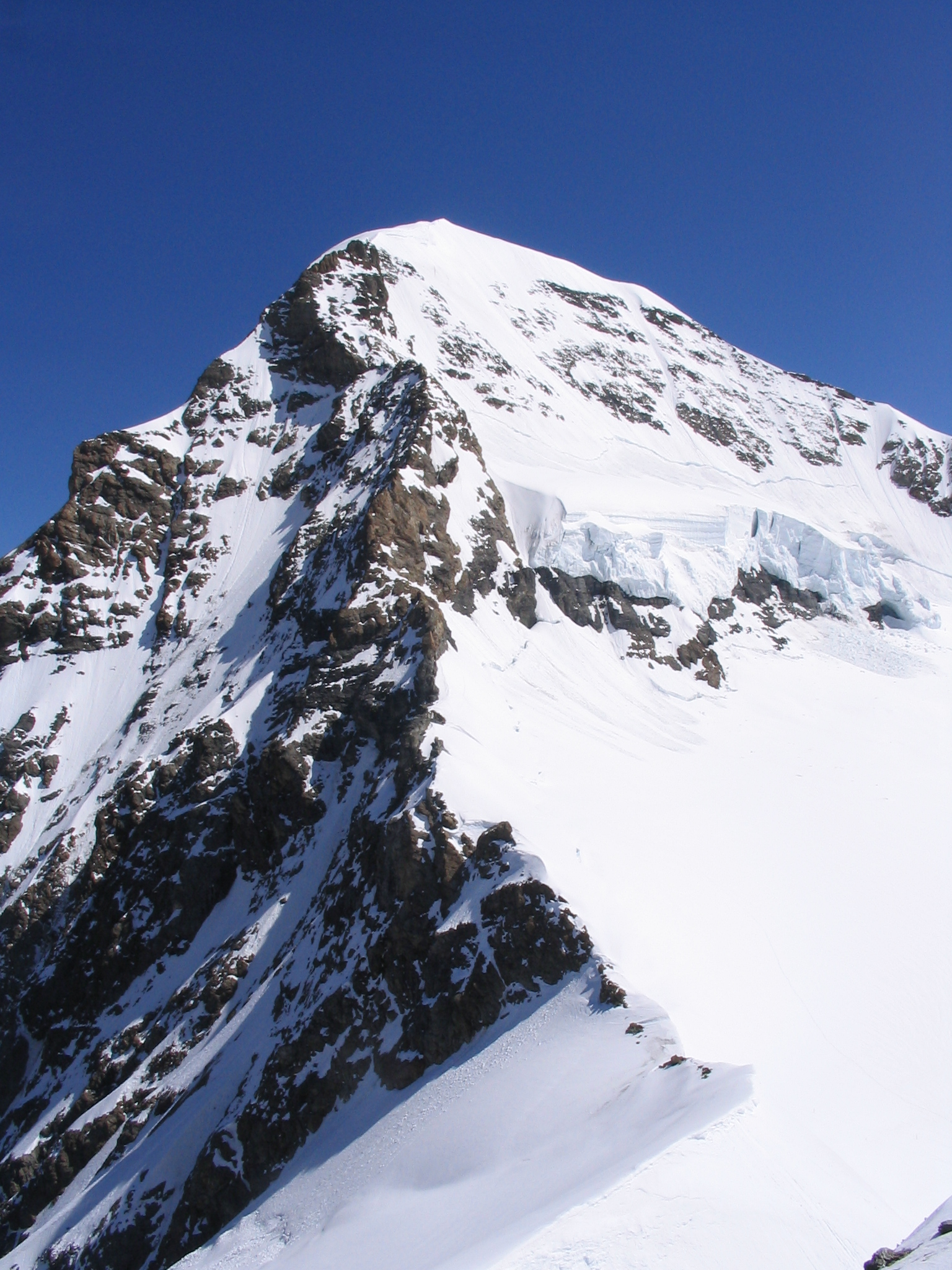
El Mönch vist des del Jungfrau

El pic va ser escalat per primera vegada el 15 d'agost de 1857 per Siegismund porgase, Ulrich Almer, Christian Almer, Christian Kaufmann.

## Altura
El 1935 l'altura del Mönch va ser determinada en 4.099 metres. Tanmateix, el 1993, es van fer noves mesures amb l'ajuda de la Fotogrametria, determinant que l'altura de la muntanya era de 4.107 metres i no de 4.099. A partir d'aquí els mapes i atles suïssos van ser corregits amb les noves mesures. El 1997 es van prendre noves mesures amb el sistema GPS, que va donar una alçada de 4.109,4 metres, per la qual cosa es va decidir fer noves proves amb el fotografómetro a 1999, el qual va indicar una alçada de 4.110 metres. Aquests nous valors no van ser tinguts en compte, per la qual cosa la mesura de 4.107 m es van mantenir en els mapes i atles.